# Свамі Рамдев
Свамі Рамдев (гінді स्वामी रामदेव, англ. Swami Ramdev, справжнє ім'я — Рамкішан Ядав) — індійський ґуру йоґи.

## Біографія
Справжнє ім'я Свамі Рамдева — Рамкішан Ядав. Він народився 25 грудня 1965 року в місті Аліпор, у окрузі Махендрагарх індійського штату Гар'яна в родині Гулаб Деві та Шрі Рам Ніваса. До восьмого класу він вчився у школі в Шахджадпурі, потім його взяли у гурукулу (давньоіндійську ведичну школу, де учні живуть разом, незалежно від соціального становища, і навчаються у свого гуру) в селі Ганпур, де почав вивчати санскрит та йогу. Зрештою, він відрікся від мирського життя і прийняв санньясу, відмовившись від матеріального і присвятивши себе духовній праці. У санньясі він отримав ім'я Свамі Рамдев. Після цього він вирушив до Джинду, штат Гар'яна, де у віці 14 років вступив до гурукулу в Кальві. Там, під наставництвом Ачар'я Шрі Балдевджі він вивчав санскрит та йоґу, й здобув ступінь ачар'я зі спеціалізацією в області санскриту в'якарана (традиційне індійське мовознавство), йога-даршан, вед та упанішад. Пізніше він був дуже натхненний життям і писаннями Махаріші Даянанда (1824—1883) і ретельно вивчив «Сатьяртху-Пракаш» і «Рігведаді-бгаш'я-бгуміку» (праці Магарши Даянанда). Патанджалі, як символ йоги і аюрведи також надав на нього глибоке враження.
У процесі навчання Свамі Рамдев почав безплатно викладати йогу всім жителям штату. Він інтенсивно практикував самодисципліну і медитацію. Виконавши роботу з викладання йоги, Свамі Рамдев вирушив до печер Ґанґотрі високо у Гімалаях. Завдяки глибокій медитації, дисципліни і слухняності йому стали зрозумілі цілі його подальшої роботи: популяризація йоги і аюрведи в Індії та в усьому світі і реформування соціальної, політичної та економічної системи Індії. Задля цієї мети Свамі Рамдев спільно з близьким другом і соратником, Ачар'я Балкрішном, заснував фонд «Див'я йог мандир», а потім ще кілька фондів у Індії та за кордоном (США, Велика Британія). Головний офіс фонду розташований в місті Гарідвар, Індія. «Патанджалі-йогпітх» — це величезний медичний комплекс, до якого входять науково-дослідний центр, лікарня, госпіс, готель, аюрведична клініка, центр Шаткарми і Панчакарма (аюрведичний масаж), а також навчальний центр, видавництво, ботанічний сад і завод з виробництва аюрведичних препаратів «Див'я Фармасі». У дослідному відділенні комплексу «Патанджалі-йогпітх» проводяться наукові дослідження впливу йоги і аюрведи на здоров'я людини. Ґрунтуючись на результатах досліджень, Свамі Рамдев створив понад 40 програм для лікування за допомогою йоги різних захворювань (ожиріння, гіпертонія, діабет, захворювання печінки тощо.) .
Свамі Рамдев широко відомий в Індії і за кордоном, його семінари з йоги відвідують по 50 тисяч осіб, щодня його програми занять транслюють по декількох каналах центрального індійського телебачення (Аастха, Зітіві, Стар, Сахара), в його аюрведичних клініках лікарі лікують тисячі пацієнтів, а аюрведичними препаратами «Див'я Фармасі» користуються мільйони людей по всьому світу. У 2010 році газета «Нью-Йорк Таймс» назвала Свамі Рамдева «індусом, який створив імперію йоги», «символом Нової Індії».
У 2011 брав активну участь в антикорупційних виступах.